# Oklahoma City
Oklahoma City – miasto w Stanach Zjednoczonych nad rzeką North Canadian, stolica stanu Oklahoma. W roku 2023, osiągnęło 702,8 tys. mieszkańców i jest 20. co do wielkości miastem Stanów Zjednoczonych. Obszar metropolitalny obejmuje 1,5 mln mieszkańców.
Ośrodek handlu i bankowości. Ważny węzeł kolejowy krzyżujących się linii z północy na południe i ze wschodu na zachód. Położone ok. 300 km na północ od aglomeracji Dallas–Fort Worth.
Do XXI wieku miasto było jednym z największych rynków bydła na świecie. Wiele firm nadal świadczy usługi i dostawy dla rolników, hodowców i kowbojów.

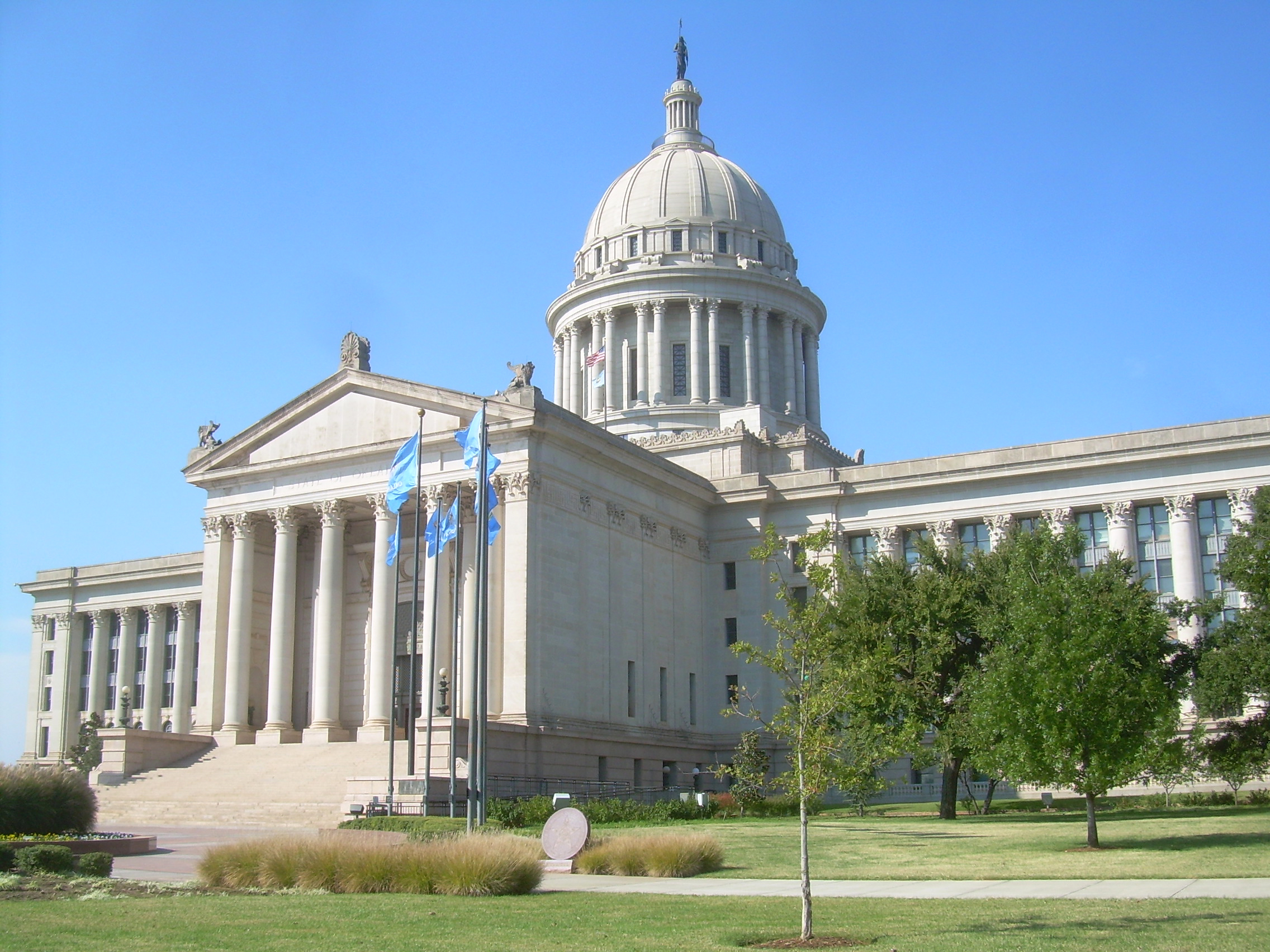
Kapitol stanu Oklahoma.

## Historia
Założone 22 kwietnia 1889 dla białych osadników. Prawa miejskie uzyskało w 1890 r., a od 1910 r. jest stolicą stanu. Miasto rozwinęło się jako punkt dystrybucji zbóż i bydła.
W 1928 r. w pobliżu miasta odkryto i rozpoczęto eksploatację złóż ropy naftowej i gazu ziemnego.
19 kwietnia 1995 miał miejsce zamach terrorystyczny w Oklahoma City. Wybuchła wtedy wypełniona ropą i nawozem azotowym ciężarówka, niszcząc 9-piętrowy budynek federalny Alfreda P. Murraha. Śmierć poniosło 168 osób. Sprawcą zamachu był Timothy McVeigh, który 13 czerwca 1997 r. został skazany na śmierć.
3 maja 1999 przez miasto i okolice przeszło tornado o najwyższej w historii zanotowanej prędkości wiatru – 512 km/h. Zginęło wtedy 41 osób, a około 600 zostało rannych.

## Demografia
W latach 2020–2022 uznane za 6. najszybciej rozwijające się miasto USA, a w latach 2010–2020 było jednym z 14 amerykańskich miast, w którym przybyło ponad 100 tys. osób.

### Rasy i pochodzenie
Według danych pięcioletnich z 2022 roku, 61,4% mieszkańców Oklahomy City stanowiła ludność biała (52,5% nie licząc Latynosów), 13,7% to czarnoskórzy Amerykanie lub Afroamerykanie, 11,8% było rasy mieszanej, 4,5% to Azjaci, 3,4% to rdzenna ludność Ameryki i 0,13% pochodziło z wysp Pacyfiku. Latynosi stanowią 20,1% ludności miasta. 11,9% mieszkańców urodziło się poza granicami Stanów Zjednoczonych (w obszarze metropolitalnym – 8,1%). 
Do największych grup należą osoby pochodzenia meksykańskiego (16,1%), afroamerykańskiego, niemieckiego (9,9%), angielskiego (8,5%), irlandzkiego (7,7%) i „amerykańskiego” (5,4%). Mniejsze grupy obejmowały osoby pochodzenia szkockiego lub szkocko–irlandzkiego (15,4 tys.), nieokreślonego europejskiego (14,7 tys.), wietnamskiego (13,3 tys.), włoskiego (11,2 tys.) i afrykańskiego lub arabskiego (11,1 tys.).

## Religia

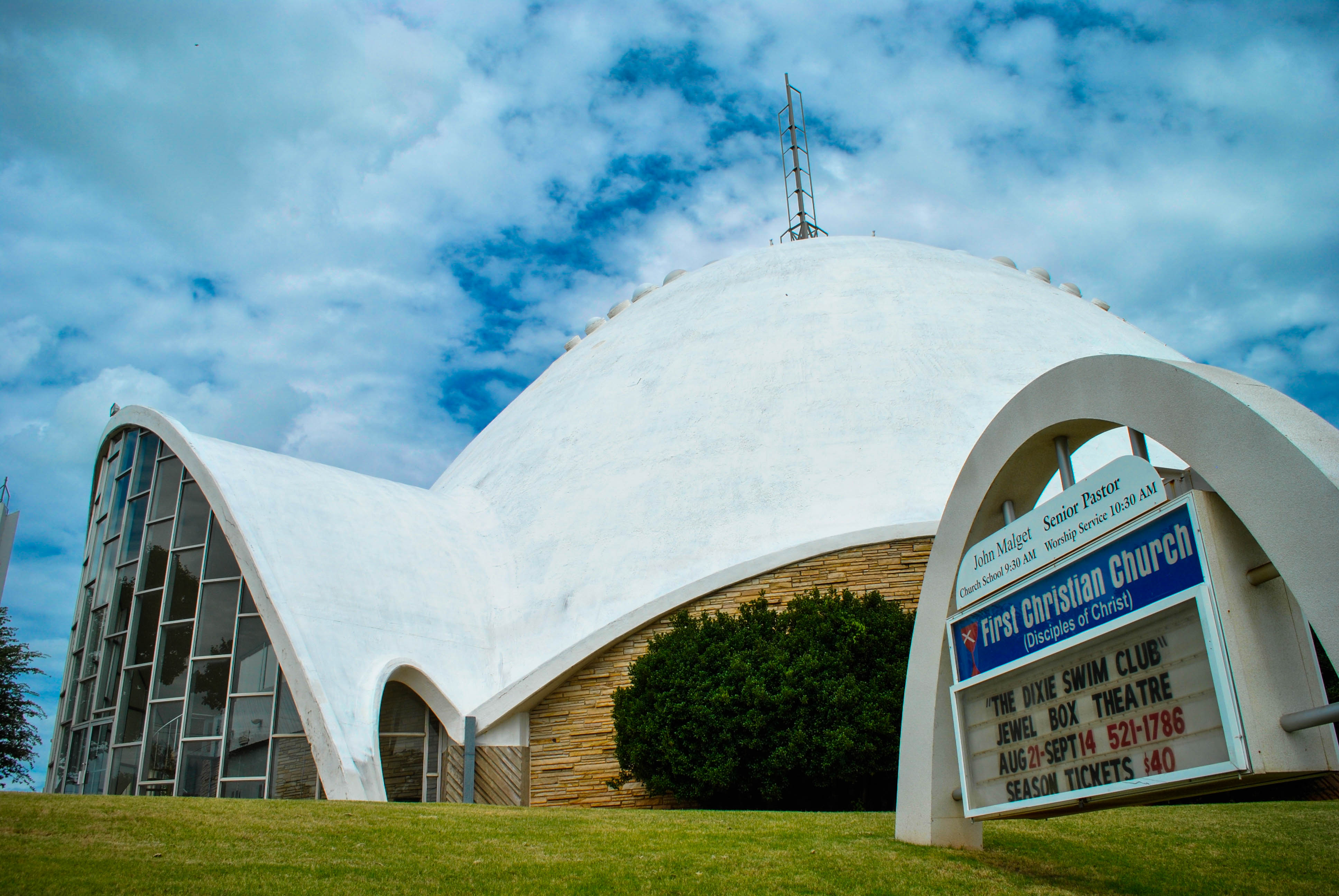
Pierwszy Kościół Chrześcijański z ruchu campbellitów.

Jest drugą (po Birmingham, w stanie Alabama) najbardziej ewangelikalną metropolią, wśród amerykańskich metropolii liczących więcej niż 1 milion mieszkańców. W 2020 roku ponad 550 tys. (38,7%) osób w aglomeracji Oklahoma City jest członkami zarejestrowanych Kościołów ewangelikalnych, w większości baptystów i bezdenominacyjnych, ale także zielonoświątkowców, campbellitów, czy uświęceniowców. Do innych większych społeczności należeli:
- Kościół katolicki – 142 491 członków w 41 parafiach,
- protestanci głównego nurtu (w większości Zjednoczony Kościół Metodystyczny) – ponad 100 tys. członków,
- czarni protestanci – ponad 30 tys. członków (w większości baptyści),
- mormoni – ok. 20 tys. członków,
- świadkowie Jehowy – 9,7 tys. członków,

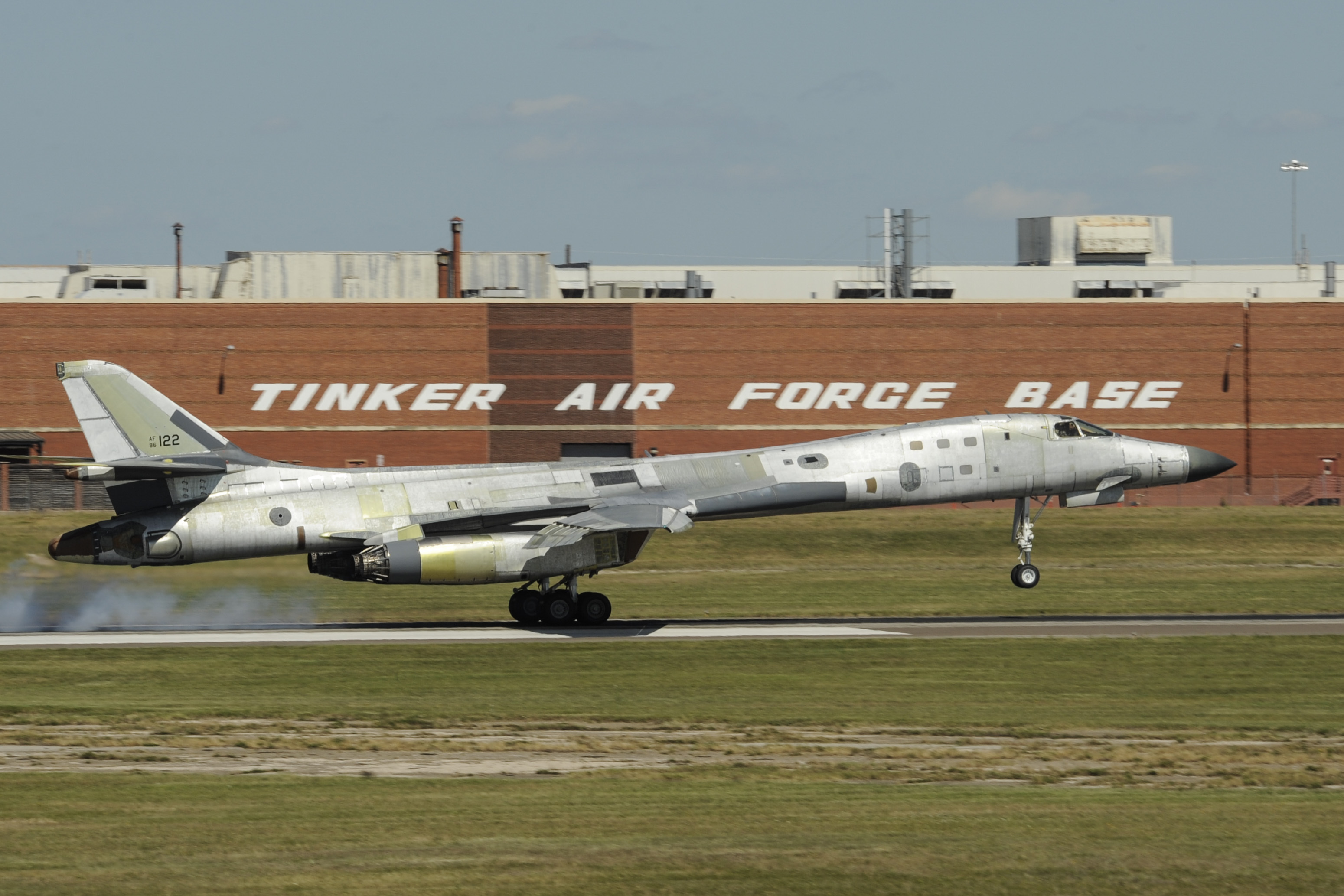
Baza Sił Powietrznych Tinker obok władz stanowych pozostaje największym pracodawcą w metropolii.

- muzułmanie – 8,9 tys. wyznawców,
- buddyści – 5,8 tys. wyznawców,
- hinduiści – 5,1 tys. wyznawców.

## Gospodarka
Przemysł petrochemiczny, maszynowy, elektrotechniczny, lotniczy, samochodowy i włókienniczy.
Według amerykańskiego Biura Statystyki Pracy we wrześniu 2020 w regionie metropolitalnym Oklahoma City stopa bezrobocia wyniosła 4,9%. Była to najniższa stopa bezrobocia wśród amerykańskich metropolii liczących ponad milion mieszkańców.
W mieście funkcjonuje port lotniczy Will Rogers.

## Oświata
W mieście i na obrzeżach znajdują się:
- Oklahoma City University założony w 1904 r.
- University of Oklahoma w Norman
- University of Central Oklahoma w Edmond
- instytut techniki
- instytut medycyny
- wyższa szkoła medycyny

## Atrakcje turystyczne
- zoo – najstarsze na południowym zachodzie Stanów Zjednoczonych,
- muzeum sztuki,
- Narodowe Muzeum Westernu i Cowboy (National Cowboy and Western Heritage Museum),
- Ogród Botaniczny Myriad,
- Centrum Alei Tornad.

## Miasta partnerskie
- Uljanowsk (Rosja)
- Haikou (Chińska Republika Ludowa)
- Kigali (Rwanda)
- Puebla (Meksyk)
- Rio de Janeiro (Brazylia)
- Tainan (Tajwan)
- Tajpej (Tajwan)
- Piura (Peru)[14]